# Llengües de Tanzània
A Tanzània es parlen més d'un centenar de llengües autòctones, per la qual cosa aquest país és el que té més diversitat lingüística de l'Àfrica oriental. No obstant això, no hi ha cap d'aquestes llengües que tingui una nombre majoritari de parlants dins el país, i d'altra banda, les dues llengües oficials de Tanzània són el suahili i l'anglès, que funcionen com a llengües vehiculars. Entre les llengües parlades a Tanzània hi trobem representades les quatre famílies lingüístiques africanes: les llengües bantu, les llengües cuixítiques, les llengües khoisànides i les llengües nilòtiques.
El Suahili s'utilitza en els debats parlamentaris, en els tribunals de primera instància, i com a llengua vehicular a l'escola primària; l'anglès s'utilitza en el comerç exterior, en les relacions diplomàtiques, en els tribunals superiors, i com a llengua vehicular a l'educació secundària i la superior, tot i que el govern de Tanzània planeja substituir l'ensenyament de l'anglès a secundària pel suahili. En relació amb les seves polítiques socials Ujamaa, el president Nyerere impulsa l'ús del suahili per unificar els diferents grups ètnics del país. Aproximadament el 10% dels tanzans parla suahili com a primera llengua, i fins al 90% el parlen com a segona llengua. La majoria dels tanzans, per tant, són bilingües en suahili i una altra llengua pròpia; habitualment els tanzans que disposen d'un nivell elevat d'educació són trilingües, ja que també parlen anglès. L'ús generalitzat i la promoció del suahili està contribuint a la disminució de les llengües més petites al país. Els infants en edat escolar cada vegada més parlen suahili com a primera llengua, especialment en les zones urbanes. Les llengües autòctones (que no siguin el suahili) no s'admeten com a llengua d'ensenyament, ni s'ensenyen com a assignatura. A més, no hi ha emissores de ràdio o canals de televisió que emetin programes en cap de les llengües autòctones, i és gairebé impossible aconseguir un permís per publicar un diari en cap d'aquestes llengües. A la Universitat de Dar es Salaam no hi ha departament de Llengües i Literatures africanes locals o regionals.

## Llista de llengües de Tanzània
Segons l'Informe sobre les Llengües del món de la Unesco, a Tanzània s'hi parlen les llengües següents:

### Llengües bantus
| - Asu - Bemba - Bena - Bende - Bondei - Bungu - Digo - Doe - Fipa - Ganda - Gogo - Gweno - Ha - Hangaza - Haya - Hehe - Holoholo - Ikuzu - Ikoma - Isanzu - Jita - Kabwa - Kagulu - Kahe - Kami - Kara - Kerewe | - Kimbu - Kinga - Kisi - Konongo - Kuria - Kutu - Kwaya - Kwere - Lambya - Langi - Machame - Machinga - Makhuwa-metto - Makonde - Malila - Mambwe-lungu - Manda - Matengo - Matumbi - Maviha - Mbugu - Mbungwe - Mbunga - Mosi - Mpoto - Mwanga - Mwera | - Ndali - Ndamba - Ndendeule - Ndengereko - Ngasa - Nghwele - Ngindo - Ngoni - Ngulu - Ngurimi - Nilamba - Nyakyusa - Nyambo - Nyamwezi - Nyaturu - Nyiha - Pangwa - Pimbwe - Pogolo - Rombo - Rufiji - Ruguru - Rundi - Rungi - Rungwa - Rwa - Ruanda | - Safwa - Sagala - Sangu - Sageju - Shambala - Shubi - Sizaki - Suba - Sukuma - Sumbwa - Suahili - Taveta - Temi - Tongwe - Vidunda - Vinza - Vunjo - Wanda - Wanji - Yao - Zalamo - Zanaki - Zigula - Zinza |

### Llengües nilòtiques
- Datooga
- Luo
- Massai

### Llengües khoisànides
- Hatsa
- Sandawe

### Llengües cuixítiques
- Burunge
- Chasi
- Gorowa
- Iraqw